# Чо Йон Ук
Чхо Йон Ук (кор. 조영욱, нар. 5 лютого 1999, Сеул) — південнокорейський футболіст, нападник клубу «Сеул».

## Клубна кар'єра
Народився 5 лютого 1999 року в місті Сеул. У дорослому футболі дебютував 2018 року виступами за команду «Сеул», кольори якої захищає й донині.

## Виступи за збірні
У складі збірної Південної Кореї до 19 років взяв участь в юнацькому (U-19) кубку Азії у 2016 та 2018 роках. На другому турнірі він зіграв у 6 матчах і допоміг своїй команді стати фіналістом турніру.
У складі молодіжної збірної Південної Кореї до 20 років їздив на молодіжний чемпіонат світу у 2017 та 2019 роках.
2018 року зі збірною Південної Кореї до 23 років став півфіналістом молодіжного чемпіонату Азії з футболу в Китаї. На турнірі зіграв у 6 матчах і забив 1 гол.

## Статистика виступів

### Статистика клубних виступів
| Сезон             | Команда           | Чемпіонат         | Чемпіонат | Чемпіонат | Національний кубок | Національний кубок | Національний кубок | Континентальні кубки | Континентальні кубки | Континентальні кубки | Інші змагання | Інші змагання | Інші змагання | Усього | Усього | Усього |
| Сезон             | Команда           | Ліга              | Ігор      | Голів     | Ліга               | Ігор               | Голів              | Ліга                 | Ігор                 | Голів                | Ліга          | Ігор          | Голів         | Ігор   | Голів  |        |
| ----------------- | ----------------- | ----------------- | --------- | --------- | ------------------ | ------------------ | ------------------ | -------------------- | -------------------- | -------------------- | ------------- | ------------- | ------------- | ------ | ------ | ------ |
| 2018              | «Сеул»            | КЛ                | 30+2      | 3+1       | КК+КЛ              | 1+0                | 0                  |                      | -                    | -                    |               | -             | -             | 33     | 4      |        |
| 2019              | «Сеул»            | КЛ                | 8         | 1         | КК+КЛ              | 0                  | 0                  |                      | -                    | -                    |               | -             | -             | 8      | 1      |        |
| Усього за кар'єру | Усього за кар'єру | Усього за кар'єру | 40        | 5         |                    | 1                  | 0                  |                      | -                    | -                    |               | -             | -             | 41     | 5      |        |